# Martyrs de Songkhon
Les Martyrs de Songkhon (en thaï มรณสักขีแห่งสองคอน) sont un groupe de sept catholiques thaïlandais du village de Songkhon, dans la province de Mukdahan. Ils furent tués in odium fidei en décembre 1940 par la police d'Etat, au moment de la guerre franco-thaïlandaise parce que la police croyait à tort qu'ils espionnaient pour les Français. Ils sont reconnus bienheureux et martyrs par l'Église catholique.

## Contexte historique
En 1940, la guerre franco-thaïlandaise a éclaté entre la Thaïlande et la France de Vichy sur certaines régions de l'Indochine française. À cette époque, l'Église catholique romaine de Thaïlande était sous la tutelle des prêtres français des Missions étrangères de Paris. Par conséquent, les catholiques en Thaïlande ont été évités et souvent accusés d'être des espions pour la France. Les persécutions des chrétiens ont lieu dans toute la Thaïlande, y compris au village de Songkhon où tous les villageois sont catholiques dans la province de Nakhon Phanom. Le révérend Père Paul Feige, recteur de l'église Notre-Dame de l'Esclave, une église communautaire, a été chassé du pays. Siphong Onphithak et 2 sœurs, Sœur Agnes Pila Thipsuk et Sœur Lucia Khambang Sikhamphong, ont aidé à s'occuper des croyances des villageois à la place. La persécution a continué à s'intensifier, des sœurs ont été violées, des images sacrées ont été humiliées et détruites. Siphong a écrit une lettre de plainte au shérif de Mukdahan mais la lettre est tombée entre les mains de la police. Le 19 décembre 1940, Siphong a été attiré hors de sa maison et abattu par la police. Après la mort de Siphong, les villageois étaient terrifiés à l'idée de faire leurs activités religieuses habituelles. La police a continué à convoquer les villageois et à leur ordonner de se convertir, mais huit chrétiens ont insisté sur le fait qu'ils n'apostasieraient pas. Le 26 décembre 1940, 8 chrétiens sont appelés par la police au cimetière communautaire mais il y a une fille qui est ramenée à la maison par son père. Les 7 autres étaient assis en train de prier dans les bois du cimetière. Ensuite, la police les a tirés avec des fusils jusqu'à leur mort. Les villageois qui ont visité le cimetière ont découvert qu'il y avait la seule fille survivante. Ensuite, les villageois ont aidé la jeune fille survivante et ont aidé à enterrer les six martyrs au cimetière.

## Liste des martyrs
- Bienheureux Philip Siphong Onphitak, catéchiste, 33 ans
- Bienheureuse Agnes Phila, religieuse des Amantes de la Croix, 31 ans
- Bienheureuse, Lucia Khambang, religieuse des Amantes de la Croix, 23 ans
- Bienheureuse Agatha Phutta, 59 ans
- Bienheureuse Cecilia Butsi, 16 ans
- Bienheureuse Bibiana Khampai, 15 ans
- Bienheureuse Maria Phon, 14 ans

## Béatification
Le pape Jean-Paul II béatifie les martyrs de Songkhon le 22 octobre 1989, place Saint-Pierre à Rome.
Mémoire liturgique fixée au 16 décembre.

## Prière aux sept saints martyrs de Thaïlande
Ô Seigneur Miséricordieux, Les Sept Bienheureux Martyrs de Thaïlande ont témoigné de leur foi chrétienne en sacrifiant même leur propre vie pour prouver leur loyauté absolue envers le Christ et sa Sainte Église.
Que leurs brillants exemples nous encouragent tous à vivre dignement la même foi dans notre vie quotidienne, nous le demandons humblement par le Christ, Notre Seigneur, Amen.
Notre Père... Je vous salue, Marie... Gloire au Père...
Bienheureux Philippe Siphong Onphitak, priez pour nous !
Bienheureuse Sœur Agnès Phila, priez pour nous !
Bienheureuse Sœur Lucia Khambang, priez pour nous !
Bienheureuse Agatha Phutta, priez pour nous !
Bienheureuse Cecilia Butsi, priez pour nous !
Bienheureuse Bibiana Khampai, priez pour nous !
Bienheureuse Maria Phon, priez pour nous !

## Sources
- « Bienheureuses Agnès Phila, Lucie Khambang et leurs compagnes », sur Nominis (consulté le 9 mars 2024)